# 房峰輝
房 峰輝（ぼう ほうき、1951年4月 - ）は中華人民共和国の軍人。中国共産党中央委員会委員、党中央軍事委員会委員、中国人民解放軍総参謀長、国家中央軍事委員会委員。階級は上将。

## 経歴
1951年4月、陝西省咸陽市彬県に生まれる。1968年2月、人民解放軍に入隊。1975年12月に中国共産党に入党。1998年、少将に昇格。2005年7月、中将に昇格。
2007年7月、北京軍区司令員に若い年齢で任じられた。当時の七大軍区司令員のなかで最年少であった。北京軍区司令員に任じられるのに連動した形で、同10月21日には第17回党大会において党中央委員に選出された。
2009年の中国共産党政権創立60周年式典には国人民代表大会代表として大閲兵の総指揮を務めた。次世代のキーマンであるとの分析が一部に出ている。2010年7月19日、上将に昇格。
2012年10月、中国人民解放軍総参謀長に任命。同年11月、第18回党大会において、党中央委員に再選するとともに、党中央軍事委員会委員に選出。翌2013年3月15日、第12期全国人民代表大会第1回会議において中華人民共和国中央軍事委員会委員に選出された。
2017年8月30日、規律違反の疑いにより拘束されたのち、2018年1月に軍事検察機関に身柄を送致された。2018年10月16日、中共中央は房の党籍を剥奪すると決定した。2019年2月20日、一審判決で無期懲役に処され、同時に政治的権利の終身剥奪に個人財産没収が言い渡された。